# Tempesta tropical Odile (2008)
La tempesta tropical Odile va ser un cicló tropical que es forma a partir d'ona tropical sobre el golf d'Hondures a principis del mes d'octubre del 2008. L'ona tropical es desplaçà lentament a través de Nicaragua deixant fortes pluges i es reforça fins a assolir la categoria depressió tropical, convertint-se així en la depressió tropical Sixteen-E i el setzè cicló tropical de la temporada el 8 d'octubre. El matí del 9 d'octubre, esdevingué tempesta tropical Odile quan es localitzava al sud-oest de Guatemala. Odile avançava en paral·lel a la línia costanera mexicana, i posteriorment s'aproximà encara més a la costa, però es dissipà quan el cisallament s'enfortí. La tempesta causà un nombre desconegut de danys al llarg de la costa del sud de l'Amèrica Central i el sud de Mèxic.